# Westercon
Westercon (ocazional WesterCon; versiunea lungă West Coast Science Fantasy Conference ) este o convenție regională de science fiction și fantezie fondată în septembrie 1948 de Walter J. Daugherty de la Los Angeles Science Fantasy Society .  Numele complet original a fost West Coast Scienti-Fantasy Conference . 
| Westercon   | Westercon                    |
| ----------- | ---------------------------- |
| stare       | Activ                        |
| Gen         | Operă științifico-fantastică |
| Țară        | Statele Unite                |
| Inaugurat   | 1948                         |
| Site-ul web | http://westercon.org/        |

## Organizare
Locația Westercon în fiecare an este determinată de un proces de licitație și de vot de către membrii convenției. Site-urile sunt selectate cu doi ani înainte. Locațiile acceptabile sunt orașele de pe continentul Americii de Nord , la vest de meridianul 104 vest sau în statul Hawaii .  (Siturile din Australia ar fi eligibile, de asemenea, dacă Australia sau Statele Unite s-ar anexa pe cealaltă, ca urmare a unei prevederi capricioase adăugate la statutul convenției în 1998 la sugestia delegatului Down Under Fan Fund , Terry Frost [  Deși această dispoziție poate avea un efect practic redus, încercarea de a o abroga la reuniunea de afaceri Westercon din 2003 a eșuat.) 
Oaspeții de onoare sunt aleși în mod tradițional pentru a prezenta profesioniști care locuiesc în regiunea Westercon.  Având în vedere că există sute de potențiali laureați, este de preferat ca oaspeții să fie aleși care nu au fost invitați de onoare la un Westercon anterior.
Westercon durează în mod tradițional patru zile și se desfășoară în mod tradițional într-un weekend adiacent sau care include sărbătoarea Zilei Independenței Americane . 
Numele „Westercon” este o marcă de serviciu a Los Angeles Science Fantasy Society,  și LASFS își păstrează anumite responsabilități în ceea ce privește selectarea site-ului Westercon  și prevederile în cazul eșecului unui comitet Westercon.  În practică, Westercon este lăsat să se organizeze, comitetul din fiecare an acționând independent și în nume propriu, cu organizarea generală (în primul rând reguli pentru selecția site-ului și auto-guvernare) gestionată prin statutul convenției  și un Întâlnire de afaceri (deschisă tuturor membrilor) organizată la fiecare Westercon. 

## Tradiții
De-a lungul anilor, la Westercon sunt organizate în mod tradițional mai multe evenimente și activități. Aceste evenimente sunt comune pentru majoritatea convențiilor științifico-fantastice și fantasy. Westercon durează în mod tradițional patru zile; cu toate acestea, deoarece se ține în mod tradițional în apropiere de sărbătoarea Zilei Independenței Americane, zilele reale ale săptămânii în care se ține variază de la an la an, iar acest lucru poate afecta momentul precis al evenimentelor. 
Westercon include în mod tradițional acele funcții pe care le au alte convenții generale de science fiction și fantasy , inclusiv programarea pe o varietate de subiecte legate de science fiction, fantezie și fandom. Westercon include, de asemenea, un spectacol de artă și o sală de dealeri. 
Prima noapte Icebreaker sau evenimentul „Meet the Guests” are loc în prima seară de programare pentru a permite membrilor un cadru informal pentru a se întâlni cu participanții profesioniști la convenție. Mike Glyer a introdus socialul cu înghețată ca un spărgător de gheață al convenției în 1978 - împrumutându-l de la Loscon - dar nu a făcut parte din fiecare convenție.
Un concurs de costume numit Masquerade se desfășoară de obicei în a doua noapte a convenției (sau uneori sâmbătă seara, indiferent de când a început convenția).